# Hyperborea (album)
Hyperborea is een album van de Duitse elektronische-muziekband Tangerine Dream. Volgens informatie gegeven bij Hyperborea 2008, een remake van het album, werd TD getroffen door een matige aanbieding van Virgin Records voor verlenging van hun contract. Daartegenover stond de blijdschap dat er rond die jaren juist een enorme vooruitgang te constateren was in elektronische muziekapparatuur. Aan de ene kant was het album dus een plichtpleging (men moest er nog een voor Virgin maken), aan de andere kant klinkt het album optimistischer dan haar voorgangers. Het album is opgenomen in Berlijn.
Het album gaat niet over Hyperborea zoals bij de Grieken, maar staat voor het tijdperk binnen de antroposofische filosofie, miljoenen jaren geleden, waarin de mensheid haar sporen begint te maken. Het album stond twee weken in de Britse albumlijstmet een 45e plaats op 5 november 1983 en een week later een 75e plaats.

## Musici
- Edgar Froese, Christopher Franke, Johannes Schmoelling – alle instrumenten

## Composities
Allen door Edgar Froese, Christopher Franke en Johannes Schmoelling:
1. No man's land (9:03)
2. Hyperborea (8:31)
3. Cinnamon road (3:54)
4. Sphinx lightning (19:56).

No man's land is geïnspireerd op de filmmuziek behorende bij de film Gandhi, die toen mateloos populair was. De sfeer doet over het gehele album Oosters aan, dat wordt met name veroorzaakt door sitar- en tablageluiden. Sphinx lightning is de retrotrack in de stijl van de Berlijnse School voor elektronische muziek.

## Uitgaven
Het album komt in 1983 naast de gangbare elpeeversie niet direct uit op compact disc. In 1985 komt daarvan een eerste versie, die nogal dof klinkt. In de jaren 90 volgt een geremasterde versie die beter klinkt. Bij het boekwerkje gaat het mis. Sphinx lightning wordt verbasterd naar Sphinx lighting. In juni 2008 volgt dan een heropname door Froese alleen, met moderne apparatuur.